# Willi Wacker

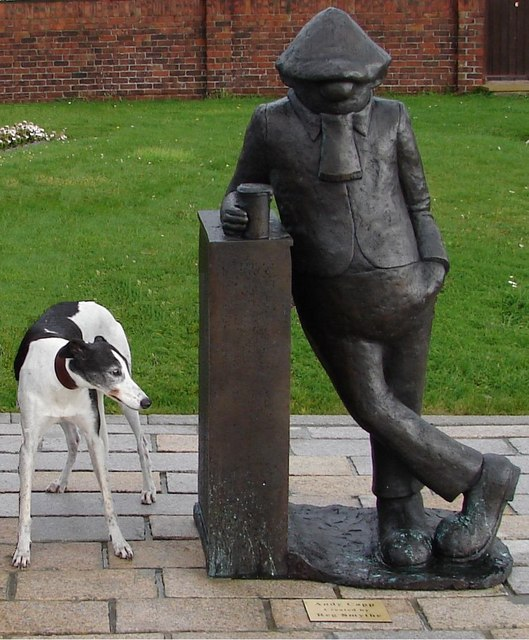
Andy Capp, Croft Terrace, Headland, Hartlepool, 2007

Willi Wacker, englisch Andy Capp, ist eine von Reg Smythe erfundene Comicfigur. Seit 1957 erscheint sie im Daily Mirror und Sunday Mirror. Sie stellt einen Mann aus der Arbeiterschaft in der Hafenstadt Hartlepool an der Ostküste Englands dar. Für Andy Capp wurde 2007 ein Denkmal errichtet.

## Veröffentlichungen
In Deutschland sind unter anderem folgende Ausgaben erschienen:
- Willi Wacker – Band 1. 1967, Hamburger Morgenpost.
- Willi Wacker – Band 2. 1968, Hamburger Buchdruckerei und Verlagsanstalt Auerdruck.
- Willi Wacker – Band 3. Allgemeine Druck- und Presseverlags GmbH.
- Willi Wacker – Band 4. 1970, Allgemeine Druck- und Presseverlags GmbH.
- Willi ist der Boß. 1976, Band 3 ehapa Taschenbuch.
- Wo ein Willi ist, ist auch ein Weg. 1977, Band 6 ehapa Taschenbuch.
- Alle wollen Willi. 1977, Band 14 ehapa Taschenbuch.
- Willi kennt alle Tricks. 1978, Band 18 ehapa Taschenbuch.
- Willi in Hochform. 1978, Band 27 ehapa Taschenbuch.
- Willi – immer unschuldig. 1979, Band 34 ehapa Taschenbuch.
- Willi bleibt Willi. 1979, Band 39 ehapa Taschenbuch.
- Willi schafft alle. 1980, Band 46 ehapa Taschenbuch.
- Willi blickt durch. 1980, Band 56 ehapa Taschenbuch.
- Ring frei für Willi. 1981, Band 62 ehapa Taschenbuch.
- Ein echter Willi. 1981, Band 72 ehapa Taschenbuch.
- Willi Wacker der fröhliche Nichtsnutz. 1984, Heyne Verlag – 6450.
- Willi bringt‘s immer. 1984, Band 5 der Serie „tolle Typen“, ehapa Softcoverausgabe.
- Stärker Auftritt, Willi ! 1984, Band 8 der Serie „tolle Typen“, ehapa Softcoverausgabe.
- Willi Wacker ganz groß. 1985, Heyne Verlag – 6541.
- Willi Wacker groß in Form. 1985, Heyne Verlag – 6575.
- Bei Willi bleibt kein Auge trocken. 1987, Band 3 der Serie „Lila Gorilla“, ehapa Softcoverausgabe.
- Willi‘s Volltreffer. 1987, Band 5 der Serie „Lila Gorilla“, ehapa Softcoverausgabe.
- Willi Wacker – Von Schwiegermüttern, Ehefrauen, Sperrstunden und anderen Schicksalsschlägen. 1994, Lingen Verlag.